# Sedentarism

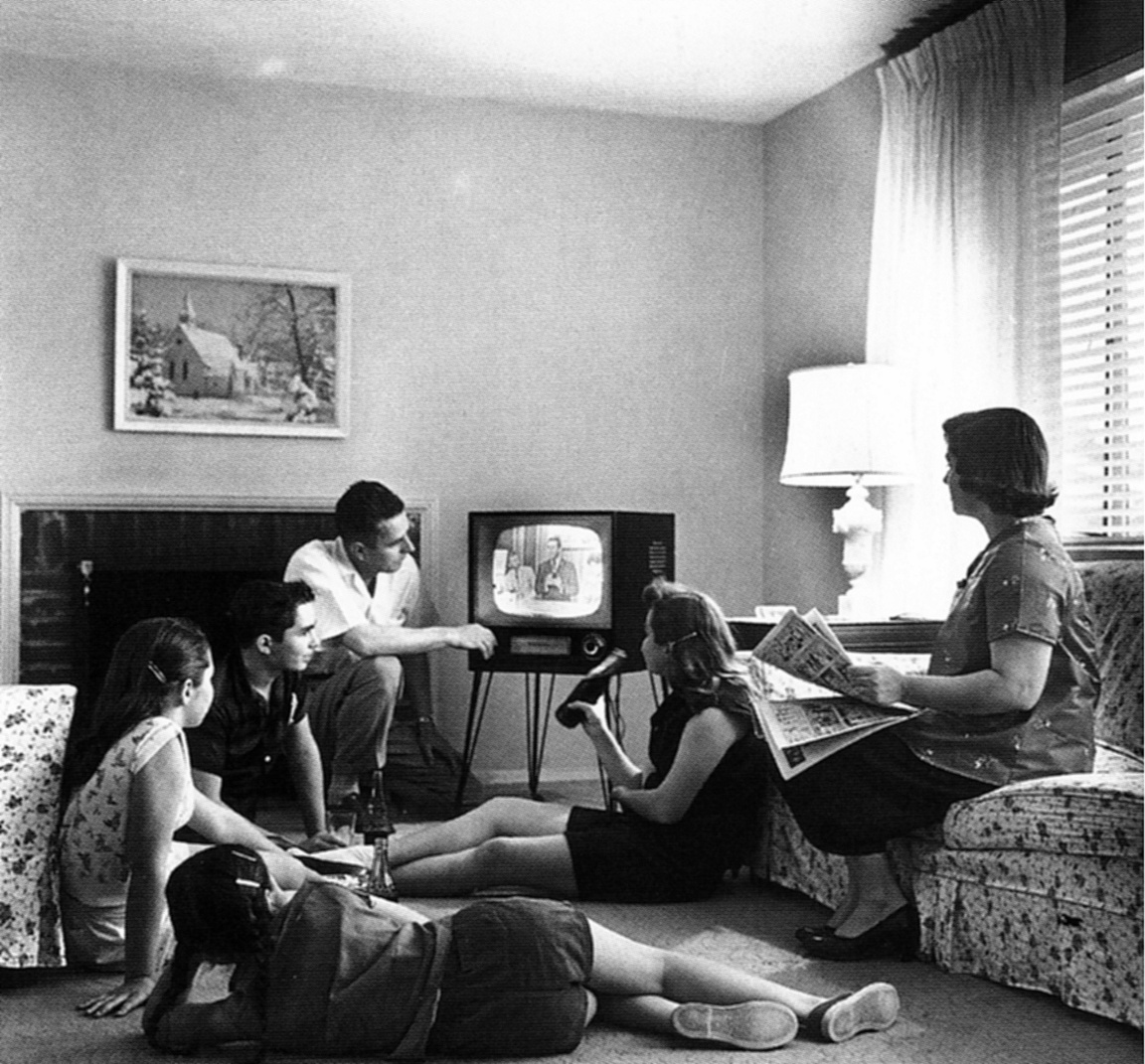
Creşterea comportamentului sedentar cum ar fi privitul televizorului este caracteristică unui stil de viaţă sedentarian

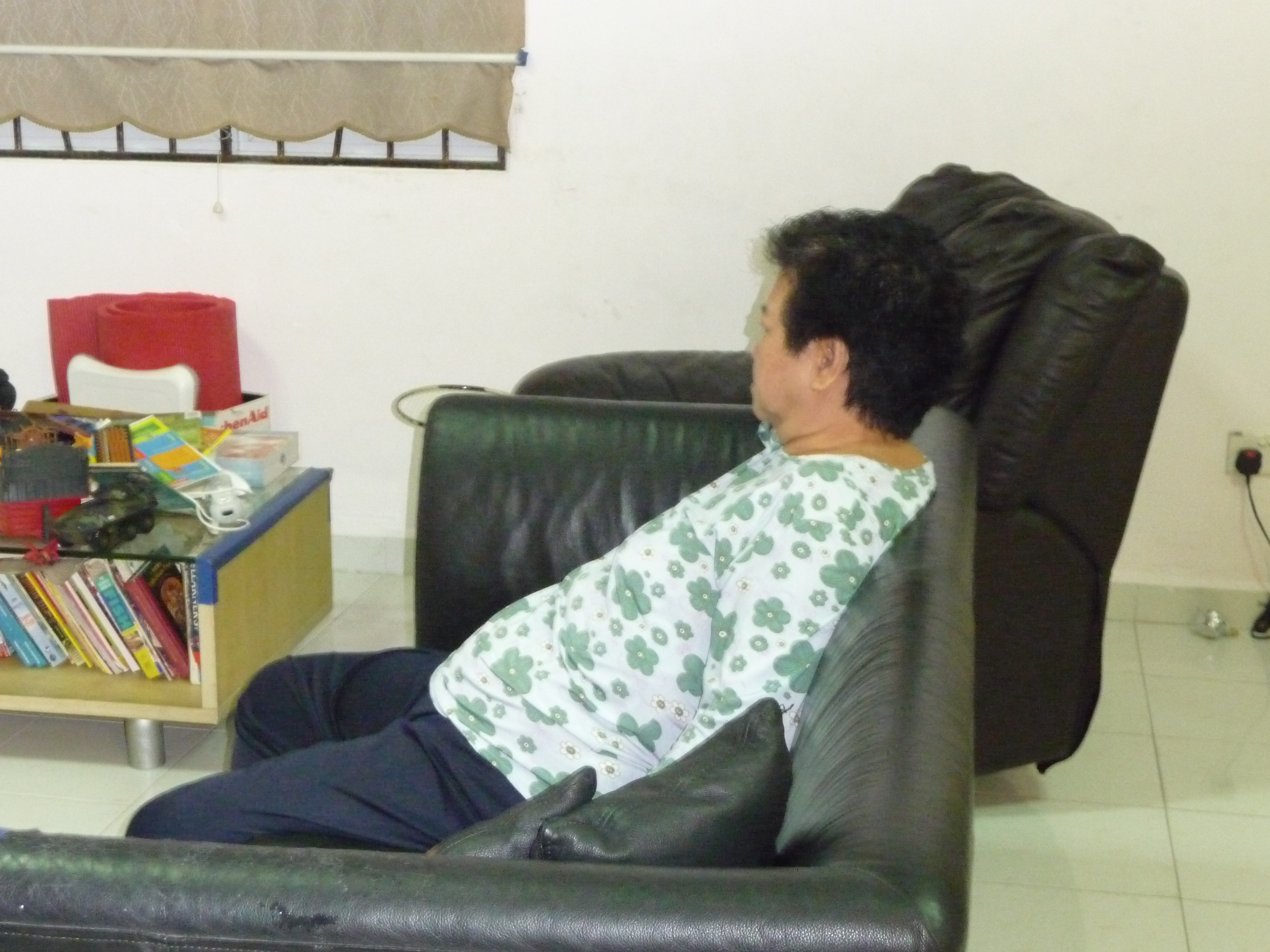
Persoană sedentară

Sedentarismul este un stil de viață care implică lipsa de mișcare sau de activitate fizică.
Se referă la faptul de a fi sedentar, lipsit de activitate. Sedentarismul este un factor de risc care conduce la apariția mai multor afecțiuni. Cu toate că din punct de vedere medical este indicat sa evităm obiceiurile sedentare (statul excesiv la calculator, televizor etc), la ora actuală tot mai multe locuri de muncă sunt caracterizate prin lipsa activității fizice. Mai mult, viața modernă încurajează sedentarismul prin încurajarea unei vieți confortabile, fără prea multe solicitări fizice.
Afecțiuni provocate și/sau agravate de sedentarism: boli cardiovasculare, tulburări metabolice, obezitate, deviații ale coloanei vertebrale, anxietate etc.